# 長宗我部氏幸
長宗我部 氏幸（ちょうそかべ うじゆき）は、長宗我部氏の5代目当主。土佐国岡豊城主。
父は長宗我部重氏（第4代当主）。子は長宗我部満幸（第6代当主）。